# Lapide di Sesto Tadio
La lapide di Sesto Tadio (in latino Sextus Tadius Lusius Nepos Paullinus o Tadius Nepos), nota anche come lapide di San Salvatore Maggiore, è un'epigrafe latina di epoca romana alto imperiale, incisa su una lastra di marmo e conservata nell'abbazia di San Salvatore Maggiore, nel comune di Concerviano presso Rieti. L'iscrizione sulla lapide fu catalogata da Mommsen nel suo Corpus Inscriptionum Latinarum come CIL IX, 04119.

## Storia
La lapide, originariamente parte - probabilmente - di un sarcofago, sepoltura di Sesto Tadio e di sua moglie Mulvia Placida, venne riutilizzata all'interno dell'abbazia di San Salvatore Maggiore, monastero fondato nel 735 d.C., durante il regno di Liutprando, da monaci franchi nel territorio del gastaldato di Rieti alle pendici del monte Letenano.
I monaci collocarono la lapide nel corridoio tra la chiesa abbaziale ed il refettorio, dove si trova attualmente, usandola come parete per la vasca di raccolta dell'acqua nella fontana alimentata dalla vicina Sorgente del Cardinale.
Nella costruzione dell'abbazia, insieme alla lapide, vennero riutilizzati altri resti di un preesistente edificio di epoca romana.

È lecito supporre che i resti su cui sorge l'abbazia fossero quelli di una villa romana e che si trattasse proprio della villa, in territorio sabino, dello stesso Sesto Tadio.

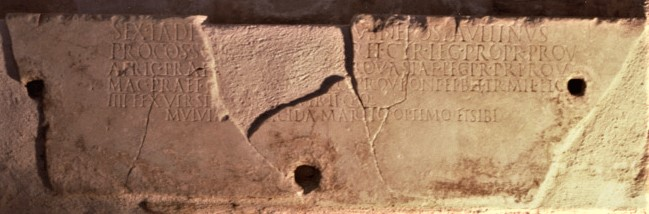
La Lapide di Sesto Tadio, Abbazia di San Salvatore Maggiore (RI)

La lapide sopravvisse, nei secoli, alle devastazioni cui andò incontro, per due volte, l'abbazia: la prima volta nell'incendio dell'891 d.C. ad opera dei saraceni, quindi nel 1308 quando una rivolta dei castelli abbaziali, appoggiata dal comune di Rieti, venne seguita da razzie delle suppellettili abbaziali e dall'incendio dei codici della biblioteca e delle carte dell'archivio abbaziale.
La lapide rimase per più di dodici secoli al suo posto dove la videro monaci, chierici e umanisti che visitarono l'abbazia.
L’uso della lastra di marmo quale parete di una fontana-abbeveratoio venne descritta ancora nel 1884 da De Sanctis e nel 1914 dal cardinal Ildefonso Schuster nei loro scritti sull'abbazia di San Salvatore Maggiore.
La lapide mantenne la sua originaria collocazione fino alla fine degli anni Settanta del secolo scorso quando, versando l'abbazia in condizioni di assoluto degrado, se ne persero le tracce insieme ad altri resti e reperti.
Dopo aver acquisito da un privato i resti dell'abbazia nel 1986, il Comune di Concerviano provvide, tramite finanziamenti della Regione Lazio, ad un restauro dell'abbazia, avvenuto a partire negli anni Novanta del secolo scorso.
Al termine del restauro, nel 2004, la lapide, ovvero tutti i suoi frammenti tranne uno, venne restituita al comune di Concerviano che provvide a farla apporre all'interno dell'abbazia dove ancora oggi si mostra ai visitatori, dopo quasi tredici secoli, orfana di un frammento.

## Testo e traduzione
Nonostante la lapide oggi sia incompleta, se ne conosce con buona certezza l'intero contenuto grazie alle numerose trascrizioni, in gran parte concordi, che gli epigrafisti antichi hanno tramandato nelle loro sillogi epigrafiche.
Come si legge nell'ultimo rigo, l'iscrizione venne realizzata per opera di Mulvia Placida, moglie di Sesto Tadio, per sè e per il marito.
Nella epigrafe è riportato il cursus honorum, ovvero la carriera, di Sesto Tadio.
Come avviene comunemente nelle epigrafi di tipo funerario, le tappe del cursus honorum sono distinte in due gruppi: quelle della carriera senatoria e quelle della carriera municipale. In ognuno dei due gruppi le cariche sono riportate in ordine cronologico inverso ovvero dalla più recente alla meno recente.
2 proco(n)s(ul) sortitus prov(inciae) Cret(ae) Cyr(enarum) leg(atus) pro pr(aetore) prov(inciae) Afric(ae) 

3 praef(ectus) fr(umenti) d(andi) leg(atus) pr(o) pr(aetore) prov(inciae) Asiae leg(atus) pr(o) pr(aetore) prov(inciae) Mac(edoniae) 
 
4 praet(or) cand(idatus) aed(ilis) cur(ulis) q(uaestor) prov(iciae) Ponti et Bit(hyniae) tr(ibunus) mil(itum) leg(ionis) 
 
5 IIII F(laviae) F(elicis) Xvir stlit(ibus) iud(icandis) VIIIvir II q(uin)q(uennalis) 
 
2 Proconsole estratto a sorte della Provincia di Creta e Cirenaica, Legato pro Pretore della Provincia d'Africa,

3 Prefetto per la distribuzione del grano, Legato pro pretore della Provincia d'Asia, Legato pro Pretore della Provincia di Macedonia,

4 Pretore candidato, Edile Curule, Questore della Provincia di Ponto e Bitinia, Tribuno Militare nella Legione 
 
5 IIII Flavia Felix, Decemviro per la risoluzione delle liti, Ottoviro per due mandati, Quinquennale

(CIL, IX, 4119.)

## Prosopografia di Sesto Tadio

### Informazioni disponibili
Le informazioni a cui attingono gli studi prosopografici riguardo a Sesto Tadio provengono da due lapidi:
- la lapide di San Salvatore nel comune di Concerviano (CIL IX,4119)
- la lapide di Edessa in Macedonia (CIL III,7316)[11]

Dalla prima si evince che il nome completo del personaggio fosse Sextus Tadius Lusius Nepos Paullinus mentre, dalla seconda, si deduce che fosse comunemente noto con il nome di Tadius Nepos e che, quindi, secondo le norme dell'epigrafica latina, il cognomen principale fosse Nepos.
Sebbene ben delineata dalle due lapidi, la carriera del personaggio è stato piuttosto trascurata dagli storici probabilmente, come riferito da Rémy, poiché le informazioni riguardo a Sesto Tadio, mancano di:
- riferimenti cronologici chiari che ne permettano una datazione precisa come il nome di un console in carica o l'anno di regno di un imperatore ad identificare uno dei momenti della sua carriera.
- riferimenti ad altri personaggi noti nelle raccolte epigrafiche, come parenti o sodali, che permettano di ricostruirne l'ambito familiare e specificare, ad esempio, se si trattasse o meno di un patrizio che avesse avuto altri familiari già titolari di cariche pubbliche.

Non potendo avvalersi né di precise informazioni cronologiche né di relazioni familiari note, gli studiosi hanno tentato di trarre delle conclusioni dalle indicazioni offerte dall'iscrizione in merito a:
- il luogo in cui è stata rinvenuta la lapide
- la tribù a cui apparteneva Sesto Tadio
- le cariche municipali che aveva ricoperto Sesto Tadio nella sua carriera.

Combinando, infatti, l'indicazione circa il luogo della sepoltura con l'indicazione circa la tribù di origine, si può affermare che Sesto Tadio Lusio Nepote Paullino non era originario dei municipi sabini limitrofi al luogo ove riposa la sua lapide:
- né della Res publica Aequiculanorum[13] che faceva parte della tribù Claudia,
- né di Trebula Mutuesca che era collegata, come la vicina Reate, alla tribù Sergia e alla tribù Quirina.

Sesto Tadio, come riportato nell'iscrizione, era infatti iscritto nella tribù Voltinia. Forse egli proveniva dal Sannio, dove risultano, in letteratura, diversi appartenenti a quella tribù e dove erano presenti numerosi Tadii (membri della Gens Tadia).
Per quanto riguarda le informazioni provenienti dalle cariche municipali ricoperte da Sesto Tadio si nota che le uniche cariche municipali di ottoviro e di ottoviro quinquennale di cui si abbia notizia esistevano esclusivamente in alcuni municipi sabini e questo fa pensare che Sesto Tadio abbia ricoperto tali cariche, tra i municipi sabini, in quello più prossimo al luogo della sua sepoltura ovvero a Trebula Mutuesca, l'odierna Monteleone Sabino.

### Carriera dei cittadini romani:homines novie patrizi
Occorre tener conto, nel considerare il cursus honorum dei cittadini romani, della distinzione tra homines novi e patrizi: i primi, pur provenendo da famiglie agiate non vantavano antenati che avessero rivestito cariche pubbliche al contrario dei patrizi. Era perciò molto più probabile, per un homo novus, prendere parte alle magistrature municipali in un municipio romano, spesso quello della tribù di appartenenza, prima di poter accedere alle magistrature senatorie (questura, pretura, consolato).

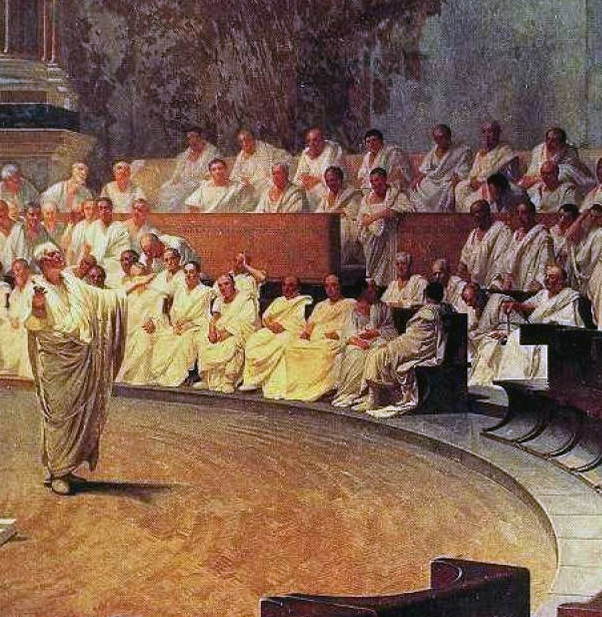
Rappresentazione del Senato romano in Cicerone denuncia Catilina opera di Cesare Maccari, Roma - Villa Madama, Sala Maccari (1880).

I patrizi, che provenivano invece da famiglie i cui membri avevano già rivestito cariche senatorie, assai spesso, beneficiando di dispense per l'età, saltavano del tutto i primi gradini delle carriere municipali e accedevano direttamente alle funzioni più elevate.
Tuttavia i patrizi, pur potendosi esentare dall'assumere cariche municipali, avevano interesse ad assumere comunque la gestione di questi incarichi nei municipi nei dintorni di Roma poiché tali incarichi apportavano vantaggi anche a loro, assicurandogli posizioni politiche locali non irrilevanti a fronte di un ben limitato impegno di presenza personale. Sono stati, infatti, trovati da tempo esempi di senatori titolari di cariche municipali.
Di solito, nelle iscrizioni che riportano il cursus honorum di un cittadino romano, le cariche municipali che costituisco la carriera municipale, si trovano distinte da quelle senatoriali, che costituiscono la carriera senatoriale di un cittadino tuttavia, durante il cursus honorum, le cariche municipali potevano alternarsi a quelle senatorie.
Nella maggior parte dei casi, quando i due elenchi sono distinti, non si possono trarre informazioni in merito al momento in cui, all'interno della carriera di un senatore, le cariche municipali siano state ricoperte rispetto alle cariche senatorie ovvero nelle iscrizioni, di solito, le cariche municipali non sono affatto incise nell'ordine cronologico in cui sono state ricoperte rispetto alle cariche senatorie.
Si sa di certo che nelle provincie occidentali dell'impero i senatori gestivano sempre questi incarichi prima del loro ingresso in senato, si tratti o meno di homines novi, mentre nelle provincie greche e in Italia si rilevano casi di senatori che accedevano a magistrature municipali durante o al termine della loro carriera senatoria.
Quindi, seppure quasi sempre le magistrature municipali sono confinate alla fine dei testi epigrafici, il fatto non deve tranne in inganno: non lascia alcuna possibilità di conoscere il momento in cui queste funzioni sono state esercitate, tanto più nel caso in cui non si sappia se il personaggio a cui si riferiscano sia un homo novus, che quasi sicuramente ha iniziato la propria carriera da cariche municipali, o un patrizio, che invece poteva iniziare la carriera direttamente assumendo cariche senatorie.

#### Carriera municipale
Seppure Sesto Tadio Lusio Nepote Paullino non sia probabilmente nato a Trebula Mutuesca o nei dintorni di San Salvatore Maggiore è possibile, però, che da quelle parti vi abbia risieduto nell'ipotesi che durante la sua carriera egli sia stato ottoviro a Trebula Mutuesca o in un altro municipio sabino limitrofo ove le magistrature municipali erano organizzate secondo il sistema ottovirale.
Resta da definire in quale momento della sua carriera egli abbia esercitato le sue due funzioni municipali di ottoviro e ottoviro quinquennale: se prima, dopo o durante il percorso della carriera senatoriale.
Allo stato attuale delle conoscenze non si ha alcuna certezza al riguardo se non che nella lapide di San Salvatore Maggiore, dove la carriera senatoriale è riportata nell'ordine inverso, le cariche municipali sono ben distinte da quelle senatoriali, incise alla fine dell'iscrizione, dunque, partendo dall'alto dell'iscrizione, proprio dopo il primo incarico senatorio in ordine cronologico ovvero dopo la carica di decemviro, cosa che potrebbe portare a pensare, in mancanza di altre informazioni di parentela, che si sia in presenza di un homo novus che inizia la carriera senatoria proprio con l'assumere una carica municipale.
Non è affatto sicuro che la disposizione degli incarichi municipali sulla lapide abbia il minimo valore cronologico e potrebbe quindi darsi che non si tratti affatto di un homo novus ma di un patrizio che, per qualche convenienza, abbia assunto, non necessariamente al principio ma ad un certo punto della sua carriera, degli incarichi municipali.
Tutto ciò che si può dire è che durante la sua carriera Sesto Tadio abbia ricoperto in un municipio al di fuori dell'Urbe degli incarichi municipali e che, nel merito delle informazioni provviste dall'iscrizione circa le cariche municipale ricoperte da Sesto Tadio, la formula "VIII-vir II quinquennalis" nell'iscrizione lascia intendere che egli abbia rivestito due volte la funzione municipale di ottoviro e poi quella di (ottoviro) quinquennale in un municipio dove erano presenti queste magistrature.

#### Carriera senatoria

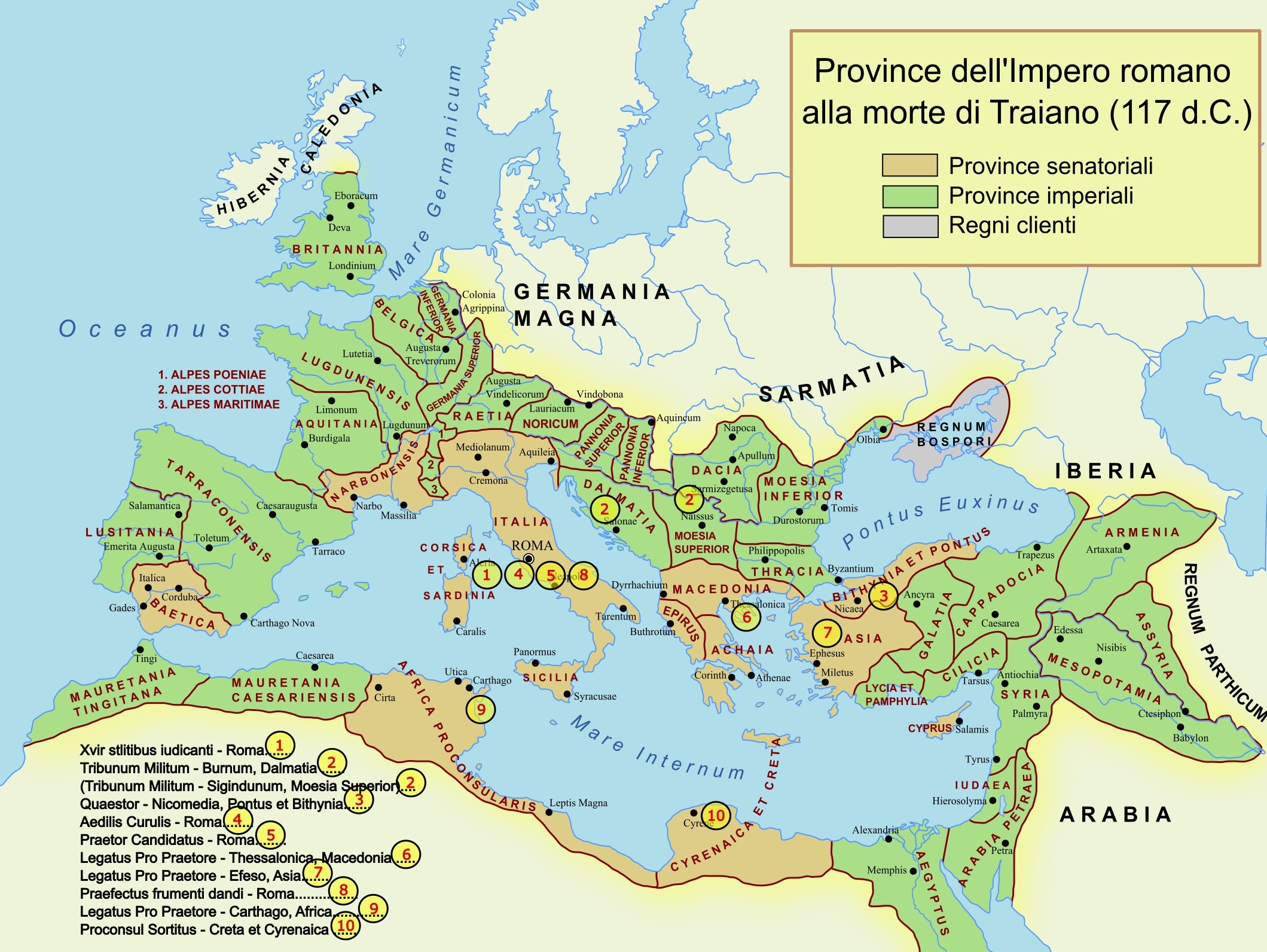
Le tappe della carriera senatoria di Sesto Tadio nelle province dell'impero romano, al massimo della sua estensione, alla morte di Traiano (117 d.C.)

Prescindendo quindi dal momento e dal motivo dell'assunzione delle cariche municipali si può intanto riassumere la carriera senatoria di Sesto Tadio Nepote, come fa Rémy:
1. Giovane di una famiglia dotata di mezzi, egli incominciò onorevolmente a Roma con l'incarico di decemvir (st)litibus iudicandis ovvero decemviro con funzioni giurisdizionali (i decemviri stilitibus iudicandi collaboravano con il pretore nelle cause civili), posto che gli garantì il secondo livello tra di incarichi del vigintivirato e lo indirizzò prevalentemente ad una carriera amministrativa.
2. Egli prestò quindi il suo servizio militare[17] come tribuno militare nella legione IIII Flavia Felix[18] per dieci anni come previsto per qualunque cittadino che volesse intraprendere la carriera senatoria.
3. Terminato il servizio nella legione venne eletto questore. La nomina a questore gli garantì[19] l'accesso al Senato con il diritto di indossare la toga praetexta. Accompagnò come questore il proconsole della provincia senatoriale del Ponto e Bitinia[20].
4. Rientrato a Roma egli ricoprì la magistratura dell'edilità curule.
5. Ebbe l'onore di essere candidatus, per iniziativa dell'imperatore stesso, alla pretura.
6. Per il suo primo incarico pretorile nelle province dell'impero, egli fu al seguito probabilmente di un suo parente prossimo o di un grande amico[12][21], come pretore legato (legatus pro pretore), nella provincia senatoriale pretorile di Macedonia[22].
7. Sempre come pretore legato egli accompagnò successivamente il proconsole della provincia senatoria consolare di Asia, fatto che dimostra che egli aveva nell'ambiente senatoriale assai validi sostenitori, poiché il proconsole dell'Asia era un personaggio di livello considerevole e far parte del suo stato maggiore non doveva essere privo di interesse.
8. Al suo ritorno a Roma, dovette accontentarsi del modesto incarico di praefectus frumenti dando ovvero responsabile della distribuzione del grano agli aventi diritto nella capitale.
9. Al termine di questo suo mandato accompagnò sempre come pretore legato un altro grande personaggio, il proconsole della provincia senatoria consolare d'Africa.
10. Dopo questa serie di incarichi come legato, inframezzati da un solo incarico romano di modesta importanza, quattro incarichi che dovrebbero averlo occupato durante i cinque anni regolamentari, egli poté partecipare al sorteggio per l'assegnazione delle provincie senatorie pretorili[23]. Ricevette in sorte la modesta provincia senatoria pretorile di Creta-Cirenaica. Morì prima di poter raggiungere la sede del suo nuovo incarico[12][24].

### Il problema della datazione
Resta il problema della data da attribuire alla lapide di San Salvatore Maggiore e, di rimando, alla lapide di Edessa redatta quando Sesto Tadio, al principio della sua carriera senatoria, si trovava come pretore legato in Macedonia.
Gli studiosi non sono ancora riusciti a fornire un'indicazione precisa, dal momento che, in assenza di un riferimento chiaro in un'iscrizione come il nome di un console o la menzione di un imperatore e del suo anno di regno, non è un compito facile fornire una datazione.
Si dispone, di fatto, di tre elementi cronologici relativamente imprecisi per inquadrare cronologicamente la carriera senatoria di Sesto Tadio:
1. il tribunato nella legione IIII Flavia Felix
2. la questura della provincia del Ponto-Bitinia
3. Il titolo di Praetor Canditatus ovvero la menzione della candidatura imperiale per la pretura

Infatti, in ordine: 
1. La legione IIII Flavia Felix era stata creata da Vespasiano nel 70 d.C il che costituisce un termine post quem per l'assunzione della carica di tribuno militum nella carriera di Sesto Tadio. La legione all'inizio era stata acquartierata a Burnum in Dalmazia dove costituì la guarnigione della provincia fino all'86 d.C. quando, per ordine di Domiziano, dopo la disfatta di Cornelius Fuscus e l'annientamento della Legio V Alaudae, la legio IIII Flavia Felix fu inviata a Viminacium nella Mesia Superiore contro i Daci[26]. Nel 90 d.C. la legione venne di nuovo spostata a Ratiara dove costruì il campo per partecipare alle guerre daciche. Poco dopo essa fece parte della prima guarnigione della Dacia ma la localizzazione e i movimenti dei vari corpi delle truppe nel corso delle guerre daciche e dopo la conquista non sono noti. In una data sconosciuta essa venne trasferita a Singidunum, in Mesia Superiore.
2. La questura della provincia di Ponto e Bitinia fornisce un terminus ante quem nella carriera di Sextus Tadius Lusius Nepos Paullinus ovvero l'anno 162 d.C. infatti è certamente negli anni 162-165 d.C. che l'imperatore Marco Aurelio (161 d.C.-180 d.C.) tolse questa provincia all'amministrazione del senato e destinandola al controllo diretto dell'amministrazione imperiale. Hedius Rufus Lollianus, il primo legato di Augusto pro pretore della provincia, è attestato nel 165 d.C. ma come hanno proposto G. Barbieri[27] e G. Molisani[28] bisogna forse avanzare la nuova organizzazione di qualche anno e legarla alla guerra partica[29]. La nomina di Sesto Tadio a questore legato di Ponto e Bitinia, da parte del Senato, è avvenuta, perciò, prima del 162 d.C..
3. Il titolo di pretore candidato ovvero praetor candidatus, titolo che allo stesso modo di quello di questore candidato non compare prima dell'inizio del regno di Traiano nel 98 d.C.[30] e quindi la fine del regno dell'imperatore Nerva (96 d.C.- 98 d.C.) fornisce un terminus post quem nella carriera di Sextus Tadius Lusius Nepos Paullinus ovvero la nomina a pretore non può essere avvenuta prima del 98 d.C.

Quindi nella carriera di Sesto Tadio il tribunato deve essersi espletato, per 10 anni dopo il 70 d.C., al termine del tribunato la questura e la pretura devono essere state assunte, nel corretto ordine (prima la questura e poi la pretura) in un periodo che va, per la questura, dall'80 d.C (prima data possibile per il termine del tribunato) al 161 d.C (un anno prima del passaggio della provincia di Ponto e Bitinia all'imperatore) e per la pretura a partire dal 98 d.C. (inizio dell'impero di Traiano).

### Rapporti con il potere
L'esame della carriera di Sextus Tadius Lusius Nepos Paullinus non ha permesso di precisare le sue parentele.
Si può dire per certo che egli abbia gestito diverse legazioni proconsolari, cosa che ricorre spesso nel caso degli homines novi, ma d'altra parte due di quelle tre legazioni sono stato esercitate al seguito dei proconsoli d'Asia e d'Africa, personaggi davvero importanti e quindi probabilmente di rango, ruoli quindi che potevano attrarre l'attenzione di senatori di rango patrizio.
Non è quindi possibile essere così certi che Sesto Tadio fosse un homo novus.
Forse egli, pur essendo un patrizio, si è semplicemente accontentato di questi incarichi onorifici nelle legazioni proconsolari perché non ignorava che le sue attitudini non gli permettevano di aspirare a brillanti promozioni.
Infine è bene notare, nei supposti rapporti di Sesto Tadio con il potere, che dopo la sua scelta a candidato alla pretura da parte dell'imperatore il quale gli manifestò così apertamente il suo apprezzamento, lo stesso imperatore non ebbe più a cercarlo durante la sua lunga carriera pretorile e si disinteressò della sua sorte, essendo stato Sesto Tadio destinato solo a incarichi in provincie senatorie, cosa abbastanza rara che merita di essere sottolineata.
Dopo avergli concesso il favore nell'assegnazione della pretura, l'imperatore avrebbe potuto offrirgli l'accesso ad incarichi pretorili nelle province imperiali, incarichi assegnati direttamente dal potere imperiale, ma questo non avvenne. Per giustificare questo fatto occorre immaginare che, forse, nel frattempo, l'imperatore sia cambiato o che sia accaduto qualcos'altro che abbia fatto mutare la fortuna nei confronti di Sesto Tadio o dei suoi riferimenti verso il potere imperiale.

### Ipotetico quadro cronologico

#### Incarichi municipali anteriori agli incarichi senatori
Chisari, seguendo il Rémy, ipotizza che:
- la carriera di Sesto Tadio cominci intorno ai 20 anni
- nel cursus honorum di Sesto Tadio la carriera municipale fosse anteriore a quella senatoriale
- Sesto Tadio venne eletto pretore nel 98 d.C (primo anno dell'impero di Traiano).

ricavandone il seguente quadro cronologico:
- prima dell'anno 70 d.C.:
  - decemvir stilitibus iudicandis a Roma - un anno, a partire dall'età di circa 20 anni,,
  - Carriera municipale come ottoviro - per due volte - e come ottoviro quinquennale in un municipio (in Sabina o nel Sannio) - in totale almeno quattro anni, a partire dall'età di circa 21 anni,
- dopo dell'anno 70 d.C.:
  - tribunus militum in Dalmazia nella legio IIII Flavia Felix - dieci anni, dall'età di almeno 25 anni,
  - questore in Ponto - Bitinia - un anno, dall'età di almeno 35 anni (soddisfacendo abbondantemente il requisito augusteo di almeno 25 anni per la carica di questore),
  - pretore candidato a Roma ed eletto (dopo l'anno 98 d.C.) - almeno un anno, dall'età di almeno 53 anni,
  - edile curule a Roma - un anno,
  - legato propretore della provincia di Africa - un anno,
  - prefetto a Roma per la distribuzione di frumento - un anno,
  - legato propretore della provincia di Asia - un anno,
  - propretore della provincia di Macedonia - un anno,
  - proconsole scelto a sorte per la provincia di Creta e Cirenaica - almeno 5 anni dall'elezione a pretore, all'età di almeno 58 anni.

dall'ipotesi fatta Chisari ottiene come risultato che Sesto Tadio sia nato intorno al 45 d.C. e morto, all'eta di 58 anni, nel 103 d.C.
 Villa di Sesto Tadio Lusio Nepote Paullino
 Aquae Cutiliae

L'inizio della carriera senatoriale di Sesto Tadio sarebbe così di fatto avvenuta, con il servizio nella Legio IIII Flavia Felix, intorno 70 d.C. sotto la dinastia Flavia (Vespasiano 69 d.C. - 79 d.C., Tito 79 d.C. - 81 d.C., Domiziano 82 d.C. - 96 d.C.) il che giustificherebbe in qualche modo la presenza della Villa di Sesto Tadio sulle pendici del monte Letenano, poco distante dalla Villa dei Flavi a Cotilia dove morì l'imperatore Vespasiano come raccontato da Svetonio: 
(Svetonio, Vita dei Cesari, Vespasiano, 24)
.
È anche probabile che la villa di Sesto Tadio si trovasse in prossimità di una strada romana sul ciglio della quale venne eretto il monumento funerario ove era possibile, per i viandanti, leggere il testo della lapide.
Chisari si spinge anche oltre ritenendo che se Sestio Tadio fosse tornato dal suo incarico a Creta dopo il 104 d.C., dopo un così lungo periodo all'estero, in Oriente, all'età di circa 58 anni ad occuparsi della sua villa rustica in Sabina non sarebbe stato considerato un giovane pensionato ovvero poteva essere considerato normale, per un senatore romano, ritirarsi dalla carriera senatoria a quell'età.

#### Incarichi municipali posteriori agli incarichi senatori
Sempre secondo Chisari Il soggiorno presso la villa, ove la morte lo colse, alla conclusione della carriera a Roma, renderebbe più plausibile le ipotesi che Sesto Tadio:
- abbia espletato la funzione proconsolare ovvero nonostante l'indicazione "Proconsul Sortitus" abbia comunque svolto il suo incarico a Creta.
- abbia ottenuto le magistrature municipali al termine della sua carriera di senatore[34] mentre attendeva alla sua villa di campagna a San Salvatore Maggiore dove la morte lo colse, verosimilmente intorno ai 60 anni.

## Edizioni epigrafiche
La storia della lapide in età moderna coincide con la storia stessa dell'epigrafia intesa come scienza e materia di studio. A partire dalla fine del Quattrocento, e soprattutto nella prima metà nel Cinquecento un nutrito gruppo di intellettuali provenienti da tutta Europa iniziò un lavoro di raccolta e catalogazione delle iscrizioni del mondo antico compilando sillogi epigrafiche ovvero cataolghi di epigrafi dapprima in voluminosi manoscritti quindi, avvalendosi della recente invenzione della stampa mobile di Johannes Gutenberg, in volumi a stampa. Si trattava di intellettuali eclettici, che si occupavano di antichità, storia, geografia e architettura, lingua greca e latina. Erano umanisti del calibro di Pirro Ligorio (1513-1583), Aldo Manuzio il Giovane (1547-1597), Onofrio Panvinio (1530-1568) in Italia, del francese di Borgogna Jean Matal (1517-1597) alias Johannes Matalius Metellus Sequanus, dei fiamminghi Martin Smet  (1525 circa – 1578) alias Martinus Smetius e Jan Gruter (1560-1627) alias Janus Gruterus.

### Raccolte antiche
La lapide venne vista da quanti si recavano nell'abbazia e, a partire dal rinascimento, da chierici e da umanisti che ne copiarono il contenuto e permisero l'inserimento del testo della lapide nelle opere dell'epoca: raccolte di iscrizioni latine, trattati di ortografia o grammatica latina, scritti riguardanti lo studio della lingua latina o della civiltà romana.
È difficile dire con precisione chi sia stato il primo studioso a cui si debba la segnalazione e la trascrizione dell'iscrizione e che quindi abbia, per certo, visitato e visto con i propri occhi la lapide nell'abbazia di San Salvatore Maggiore. È possibile che non sia stato l'estensore di una delle sillogi a trascrivere il testo dell'epigrafe ma che qualcuno gliela abbia trasmessa: ciò comporterebbe una catena di trascrizioni che spiegherebbe in parte la serie di errori che si ritrovano nei testi delle prime sillogi a riguardo del testo dell'iscrizione. Usando le indicazioni di Mommsen nel suo Corpus Inscriptionum Latinarum, a nota del testo della lapide di Sesto Tadio, si può provare a fornire una visione d'insieme delle numerose catalogazioni in cui l'iscrizione venne compresa.

#### Manoscritti

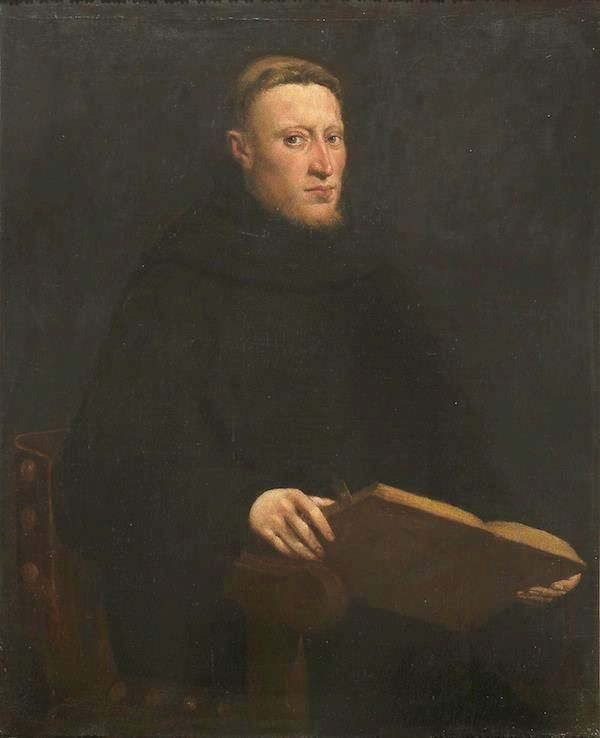
Ritratto di Onofrio Panvinio opera del Tintoretto, Roma (1555)

Il testo della lapide venne descritto nei manoscritti:
- Ligorio - JA,II 4: Pirro Ligorio nel codice che il Mommsen indica come Taurinense. Si tratta di un raccolta conservata all'Archivio di Stato di Torino, in più volumi, dal titolo Delle Antichità: Enciclopedia del mondo antico compilata da Ligorio negli anni 1569-1580. La lapide di Sesto Tadio è catalogata nel Vol.17 Lib.XVIIII: Enciclopedia del mondo antico (T) ovvero nel volume riservato alla lettera T sotto le iscrizioni esempi della Tribù Voltinia (f.191, pag.195)[37]. Ligorio riporta la lapide come posta «Nella citta di Sabini in Reate, o Rieti».
- Vat.Lat.6040: Mommsen riporta come fonti per il lavoro di Ligorio il codice Sabiniensi Manutii ovvero il codice di iscrizioni trascritte dal Manunzio e da Pietro Sabinese. Si tratta del Vat.Lat.6040 (f.102) alla Biblioteca Apostolica Vaticana[38]. Dall'aspetto sembrerebbe un'autentica raccolta di annotazioni compilata di prima mano, dal tratto veloce ed incerto. Sono presenti annotazioni di correzione del contenuto, forse successive per mano di altro autore. Della collocazione si legge in testa alla nota: «A. S.Salvatore, negli Cigoli».
- Vat.Lat.6034: Sempre nell'indicazione del Mommsen altra fonte per Ligorio sarebbe stato Jean Matal nel codice che Mommsen chiama Metellianus ovvero il Vat.Lat.6034 (f.16)[39]. Jean Matal fu a Roma nel 1544-1545. Sue sarebbero le annotazioni sui codici Vat.Lat. 6034 e 6040 usate dal Ligorio in particolare nel codice Vat.Lat.6034 circa la collocazione della lapide è riportato: «Nell'Abazia di san salvatore, in una chiesa? discosto da Rhieti circa ad otto miglia, si vede questa inscrittione in un bel pilo, nella parte d'avante et si trova al quanto corosa in alcuni luoghi di essa». Insieme alla trascrizione del Ligorio, figurativamente è la più aderente alla realtà tra le trascrizioni della lapide conservata a San Salvatore Maggiore.
- Vat.Lat.6035: Il codice che il Mommsen definisce Panvinius sarebbe il Vat.Lat.6035 (f.63)[40] sulle trascrizioni di Panvinio edito poi a stampa dal Panvinio nel 1588. Mommsen rintraccia in questo codice la fonte per il lavoro successivo a stampa dello Smetio (Smetius - Inscriptionum antiquarum quae passim per europam - LXXXV,9) sempre del 1588. Provenienza: «Riati».
- Vat.Lat.6038: Altra fonte manoscritta è per il Mommsen una scheda compilata dal Matal nel codice Vat.Lat.6038 (f.17)[41] ove c'è una nota sulla sigla PRAEF. FR. D. intesa come «Prefectus frumenti dividendi».

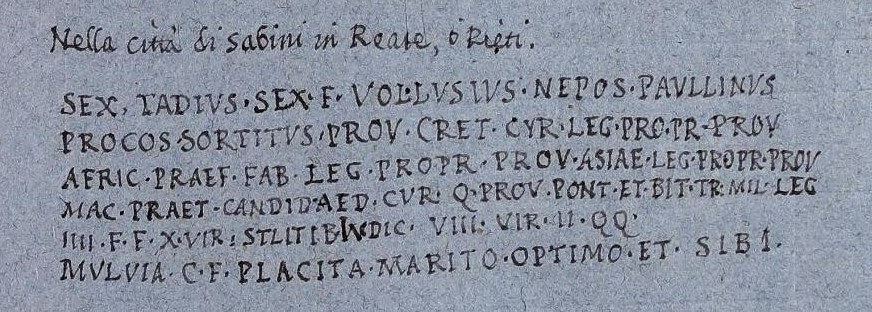
Ligorio, Ja II 4
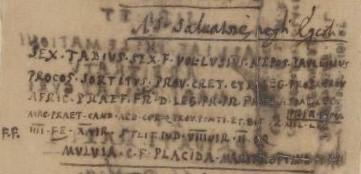
Vat.Lat.6040
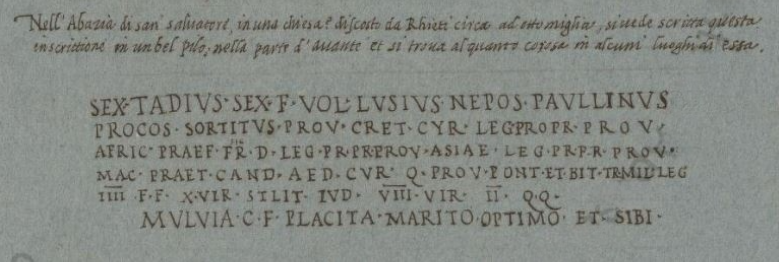
Vat.Lat.6034
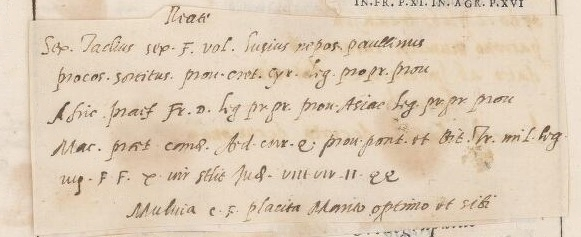
Vat.Lat.6035
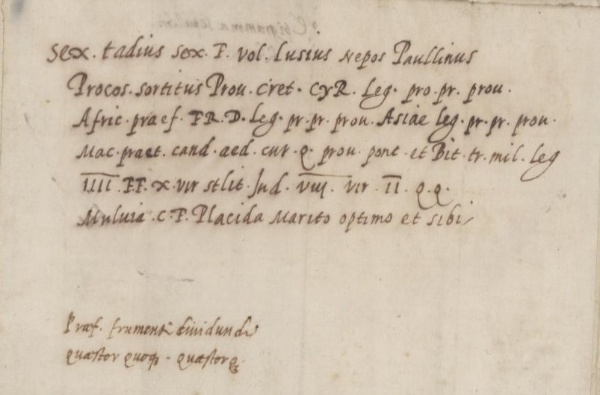
Vat.Lat.6038
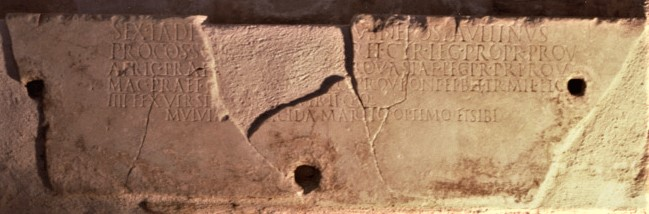
Lapide di Sesto Tadio, foto (1997)

#### Opere a stampa
Le note manoscritte vennero quindi tradotte nelle opere prodotte a stampa mobile:
- nel 1561, probabilmente per la prima volta, dall'editore ed erudito Aldo Manuzio il Giovane nipote dell'umanista Aldo Manuzio il Vecchio nel trattato Orthographiae ratio ab Aldo Manutio[42]. Non è certo se Manuzio l'abbia vista di persona o qualcuno gliene abbia inviata la trascrizione, come avveniva comunemente[43][44].

- nel 1588 nella raccolta di iscrizioni latine dall'umanista veronese Onofrio Panvinio[45]. Il Panvinio trascrisse il testo della lapide nel secondo volume dell'opera Onophrii Panvinii Veronensis Augstiniani Reipublicae Romanae Commentariorum Libri Tres: Civitas Romana[46] una silloge di iscrizioni latine, indicandone come provenienza "Reate" ovvero Rieti[47].
- nel 1588 dal fiammingo Martino Smezio (Martinus Smetius o Martin Smet) (cit.Smet.LXXXV,9)[48], anch'egli a Roma tra il 1545 e il 1551, ed anche'egli, come il Panvinio, alle dipendenze - come segretario - del Cardinal Cervini, divenuto poi Papa Marcello II.
- nel 1603 nella raccolta del fiammingo Jan Gruter (alias Janus Gruterus) dal titolo Inscriptiones antiquae totius orbis romani (ivi citata come Grut. 471,6)[49][50].

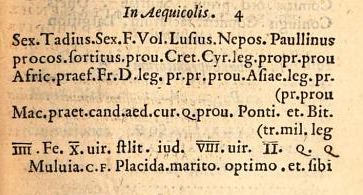
Manuzio (1561)
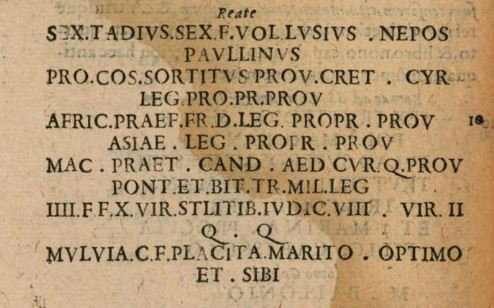
Panvinio (1588)
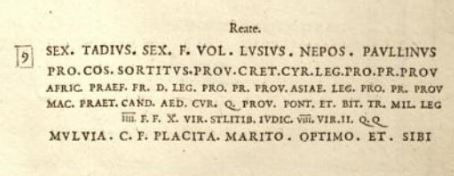
Smet (1588)
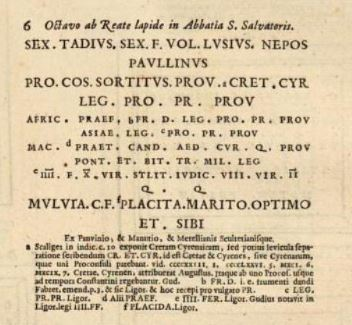
Gruter (1603)

### Raccolte moderne

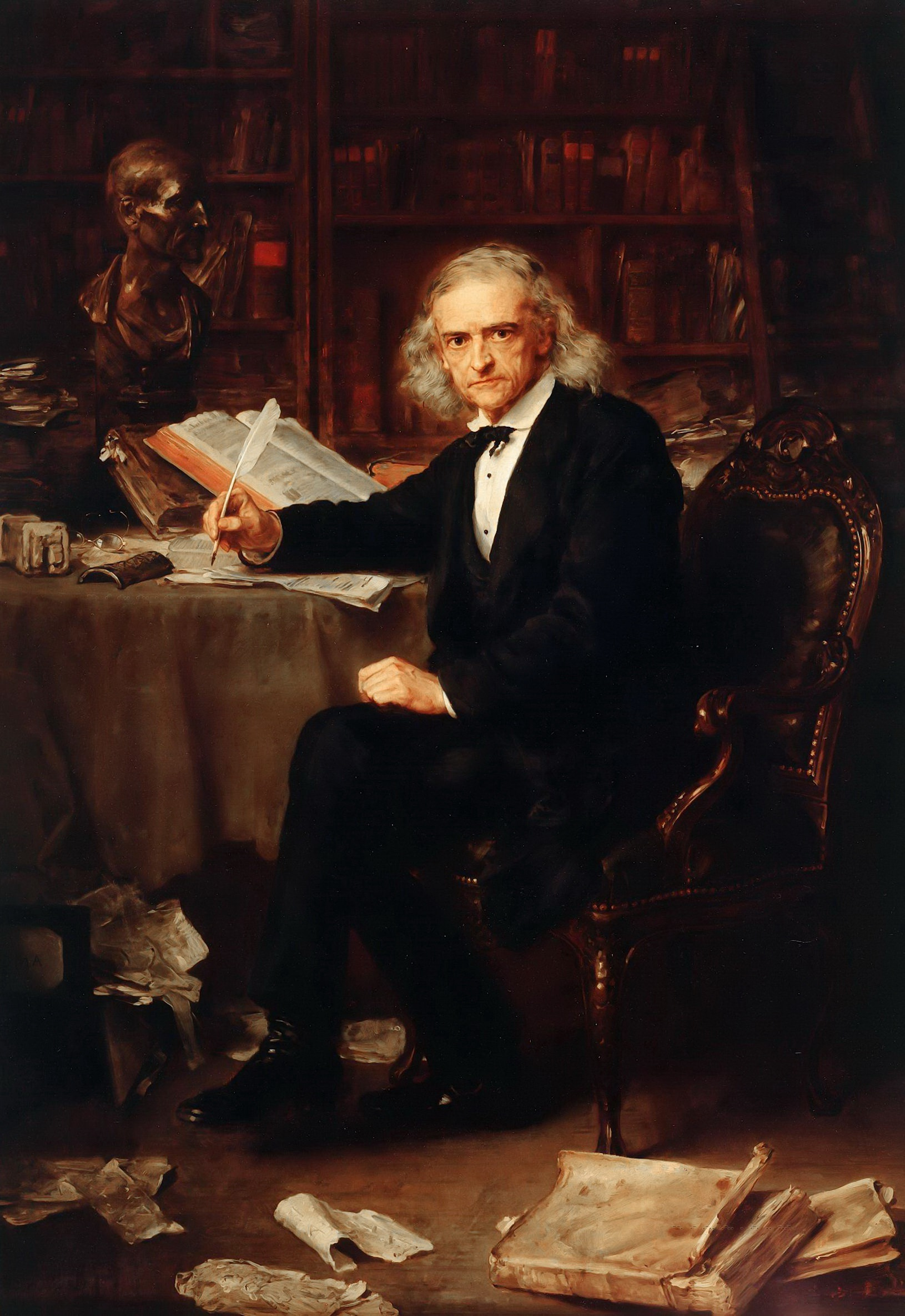
Ritratto di Theodor Mommsen opera di Ludwig Knaus (1881)

Nell'Ottocento con la ripresa degli studi di epigrafia a seguito del fiorire del movimento neoclassico la Lapide di Sesto Tadio venne inserita:
- nel 1820 nella silloge De stilo inscriptionum Latinarum del Morcelli[51] il quale vi si interroga sulla particolarità dei cognomina plurimi del defunto.
- nel 1828 nell'opera del filologo svizzero Johann Caspar von Orelli. Qui la lapide di Sesto Tadio viene indicata come la Orel. 3658[52].
- nel 1839 l'iscrizione ricorre ancora nello scritto di Achille Gennarelli Marmi ottovirali editi ed inediti e sopra alcuni monumenti ed iscrizioni fermane[53] che presenta una concisa ricostruzione delle varie edizioni dell'iscrizione.
- nel 1883 nel Corpus Inscriptionum Latinarum, opera monumentale di Theodor Mommsen, nel IX Volume riservato alle iscrizioni del versante adriatico dell'Italia centro-meridionale (ovvero alle regiones augustee: II Apulia et Calabria, IV Samnium, V Picenum), la lapide di Sesto Tadio è riportata come CIL IX 4119[1]. Il Mommsen offre la più ampia ed esaustiva panoramica delle edizioni a cui la lapide era stata sottoposta nei secoli precedenti, sottolineandone l'evidente grande interesse epigrafico.
- nel 1897 in Memorie istoriche della città di Rieti e dei paesi circostanti dall'origine all'anno 1560, l'avvocato reatino Michele Michaeli riportò il testo della lapide nel capitolo dedicato alle "Antiche Iscrizioni Reatine"[54] ricordando come anche Pirro Ligorio nel XVI secolo ne avesse copiato il testo "In Abbatia S. Salvatoris, octavo ab Reate Lapide"[55].

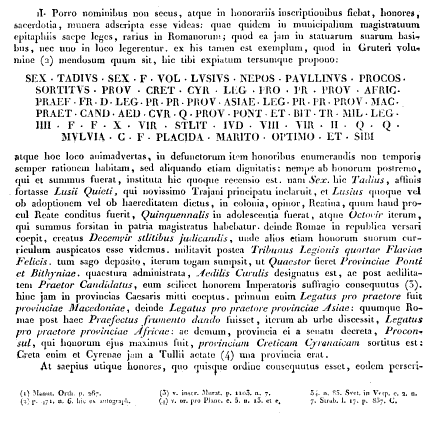
Morcelli (1820)
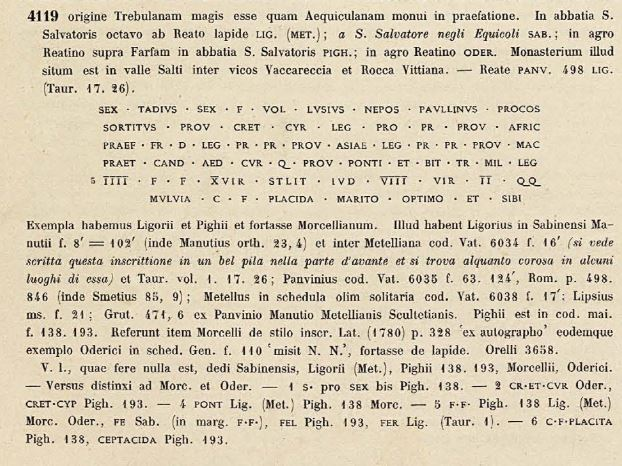
Mommsen (1883)
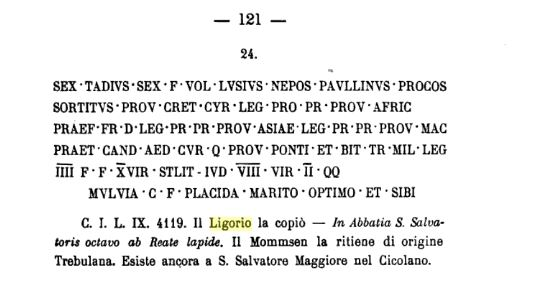
Michaeli (1897)

### Raccolte online
Nelle moderne sillogi epigrafiche online la Lapide di Sesto Tadio si trova:
- nel database EDCS (ovvero l'Epigraphik-Datenbank Clauss/Slaby)[56] che ne riporta l'ubicazione di rinvenimento presso Trebula Mutuesca ovvero l'odierna Monteleone Sabino,
- nel database EAGLE[57],
- nel database EDH Heidelberg[58].

### Studi epigrafici moderni
Più recenti gli studi di vari epigrafisti che hanno tentato di dare un'identità più precisa a Sesto Tadio e quindi una datazione alla lapide:
Tra questi
- nel 1981 Bernard Rémy[12], allievo di Hans-Georg Pflaum, in La carrière de Sex. Tadius Lusius Nepos Paullinus prendendo lo spunto dall'articolo su Sextus Tadius del 1932 di Edmund Groag alla voce Tadius nel volume IV A,2: Symposion–Tauris del registro della Realencyclopädie der Classischen Altertumswissenschaft[59],
- ancora Rémy nella monografia Les carrières sénatoriales dans les provinces romaines d'Anatolie au Haut-Empire del 1989 nel capitolo dedicato alla provincia del Ponto Bitinia nella serie dei questori noti,
- nel 1992 Olli Salomies in Adoptive and Polyonymous Nomenclature in the Roman Empire[60] indaga la possibilità di una relazione tra Sesto Tadio ed altri personaggi del mondo romano, in particolare la Lusia Paullina, moglie di Sesto Vettuleno Ceriale, della lapide di Venafro in CIL X, 04862[61],
- nel 1996 lo storico svedese Bengt E. Thomasson[62],
- Giuseppe Chisari nel 2003[33] integra con delle note proprie una traduzione italiana allo studio del Rémy,
- Marco Buonocore[63] sempre nel 2003[64] il quale, scrivendone quando della lapide si erano perse le tracce, ricorda come:

## Datazione
In base agli studi epigrafici moderni, nelle raccolta epigrafiche online, la datazione della lapide, ovvero la morte di Sesto Tadio, è posta in un intervallo di tempo tra il 69 d.C. (ovvero all'inizio dell'impero di Vespasiano) ed il 161 d.C. (ovvero alla fine dell'impero di Antonino Pio).

### Contesto Storico
- Edward Luttwak, La grande strategia dell’impero romano, Milano, Rizzoli, 1976,  p. 119.
- Donatella Fiorani, Giancarlo Palmerio, Amedeo Riccini, San Salvatore Maggiore sul monte Letenano a Concerviano. Restauro dell'abbazia imperiale, 2010, ISBN 8849292708.

### Edizioni epigrafiche

#### Manoscritti
- Pirro Ligorio, Delle Antichità, Vol.17 Lib.XVIIII: Enciclopedia del mondo antico (T), Torino, Archivio di Stato di Torino, Pirro Ligorio - Ja II 4,  f.191v.
- Aldo Manuzio il Giovane, Vat.lat.6040, Roma, Biblioteca Apostolica Vaticana, Sezione Manoscritti,  f.102v.
- Jean Matal, Vat.lat.6034, Roma, Biblioteca Apostolica Vaticana, Sezione Manoscritti,  f.16v.
- Onofrio Panvinio, Vat.lat.6035, Roma, Biblioteca Apostolica Vaticana, Sezione Manoscritti,  f.63r.
- Jean Matal, Vat.lat.6038, Roma, Biblioteca Apostolica Vaticana, Sezione Manoscritti,  f.17v.

#### A stampa
- Aldo Manuzio il Giovane, Orthographiae ratio ab Aldo Manutio, Venezia, 1561,  p. 23.
- Onofrio Panvinio, Onophrii Panvinii Veronensis Augstiniani Reipublicae Romanae Commentariorum Libri Tres: Civitas Romana, Roma, 1588,  p. 241.
- Martinus Smetius, Inscriptionum antiquarum quae passim per Europam, Heidelberg, 1588,  p. 85.
- Janus Gruterus, Inscriptiones antiquae totius orbis romani, Heidelberg, 1603,  p. 471.
- Stefano Antonio Morcelli, De stilo inscriptionum Latinarum - Volume II, Padova, 1820,  p. 82.
- Johann Kaspar von Orelli, Inscriptionum latinarum selectarum amplissima collectio ad illustrandam romanae antiquitatis disciplinam accommodata, Volumen II, Zurigo, 1828,  p. 141.
- Achille Gennarelli, Marmi ottovirali editi ed inediti e sopra alcuni monumenti ed iscrizioni fermane brevi parole, Napoli, 1839,  p. 9.
- Theodor Mommsen, Volume IX. Inscriptiones Calabriae, Apuliae, Samnii, Sabinorum, Piceni Latinae (PDF), in Corpus Inscriptionum Latinarum, 1883,  p. 390.

### Enciclopedie
- (DE) Edmund Groag, Sextus Tadius Lusius Nepos Paullinus, in August Pauly e Georg Wissowa (a cura di), Band IV A,2: Symposion–Tauris, Paulys Realencyclopädie der classischen Altertumswissenschaft: neue Bearbeitung, Stuttgart, J. B. Metzler, 1932,  pp. 2000-2001.

Nepos war sicherlich italischer Abstammung; seine Tribus Voltinia findet sich namentlich in den samnitischen Städten (vgl. Kubitschek, Imp. Rom. trib. discr., 56); bereits seine Vorfahren werden sich in Trebula Mutuesca niedergelassen haben. Er selbst bekleidete wohl in diesem Munizipium die höchsten munizipalen Würden; octovir iterum quinquennalis nennt ihn die Grabschrift. Es öffnete sich ihm jedoch auch die senatorische Laufbahn; die Stellungen, die er im Reichsdienst bekleidet hat, zählt (in absteigender Reihenfolge) seine Grabschrift auf:
Decemvir stlitibus iudicandis,
Tribunus militum legionis IIII Flaviae felix – die Legion lag damals vermutlich bereits in Singidunum (Belgrad) in Moesia superior (s. Ritterling o. Bd. XII S. 1543),
Quaestor provinciae Ponti et Bithyniae – da bis in die ersten Jahre des Marcus Proconsuln dieser Provinz nachweisbar sind (vgl. Brandis o. Bd. III S. 529), ist Ritterlings Zeitbestimmung (a. O., 1547), nicht nach Traian ohne Beweiskraft,
Aedilis curulis,
Praetor candidatus,
Legatus pro praetore (d. h. Legat des Proconsuls) provinciae Macedoniae – aus der Zeit dieser Legation stammt ein Grabstein, den seine Gattin, die ihn demnach in die Provinz begleitet hat, in Edessa ihrem nutricius Epictetus setzte (CIL III 7316),
Legatus pro praetore provinciae Asiae (auch in Asia wie nachher in Africa war er Legat des Proconsuls),
Praefectus frumenti dandi,
Legatus pro praetore provinciae Africae,
Proconsul sortitus provinciam Cretam Cyrenas – nach dieser Ausdrucksweise im cursus honorum (der mit diesem Amte abschließt) zu schließen, wird Nepos gestorben sein, bevor er den Prokonsulat antrat.
Nepote era sicuramente di origine italica; la sua tribù, la Voltinia, si ritrova principalmente nelle città sannitiche (cfr. Kubitschek, Imperium Romanum, Tribuum Discriptio, p. 56). I suoi antenati si saranno già stabiliti a Trebula Mutuesca. Egli stesso ricoprì probabilmente le massime cariche municipali in questa città, come indicato dall'epitaffio che lo descrive come octovir iterum quinquennalis. Tuttavia, gli si aprì anche la carriera senatoria, e la sua epigrafe riporta, in ordine decrescente, le cariche da lui ricoperte nel servizio imperiale:
Decemviro stlitibus iudicandis,
Tribuno militare della Legione IV Flavia Felix – la legione era allora probabilmente già di stanza a Singidunum (Belgrado) in Mesia Superiore (cfr. Ritterling, RE, vol. XII, p. 1543),
Questore della provincia di Ponto e Bitinia – poiché fino ai primi anni di Marco Aurelio si attestano proconsoli in questa provincia (cfr. Brandis, RE, vol. III, p. 529), la datazione di Ritterling (op. cit., p. 1547), che non lo colloca dopo Traiano, risulta priva di prove,
Edile curule,
Pretore candidato,
Legato pro pretore della provincia di Macedonia – da quest'epoca proviene una stele funeraria che la moglie, che dunque lo accompagnò nella provincia, eresse a Edessa per la loro nutrice Epictetus (CIL III 7316),
Legato pro pretore della provincia d'Asia (anche qui, come in Africa in seguito, fu legato del proconsole),
Prefetto alla distribuzione del frumento,
Legato pro pretore della provincia d'Africa,
Proconsole sorteggiato per la provincia di Creta e Cirene – dall'ordine del cursus honorum, che si conclude con questa carica, si deduce che Nepote morì prima di poter assumere il proconsolato.
(Edmund Groag, Paulys Realencyclopädie der classischen Altertumswissenschaft, Register, Band 	IV A,2, Seite 2000-2001)
.

### Studi epigrafici
- (FR) Bernard Rémy, La carrière de Sex. Tadius Lusius Nepos Paullinus, in Zeitschrift für Papyrologie und Epigraphik, Volume XLIII, Berlino, Dr. Rudolf Habelt GmbH, 1981,  pp. 307-315.
- (FR) Bernard Rémy, Les carrières sénatoriales dans les provinces romaines d'Anatolie au Haut-Empire (31 av. J.-C. - 284 ap. J.-C.) (Pont-Bithynie, Galatie, Cappadoce, Lycie-Pamphylie et Cilicie), in Publications de l'Institut Français d'Études Anatoliennes, n. 2, Istambul - Paris, Institut Français d'Études Anatoliennes et Edition Divit (Istambul), 1989,  pp. 95-96.
- (EN) Ollies Salomies, Adoptive and Polyonymous Nomenclature in the Roman Empire, Helsinki, Societas Scientiarum Fennica, 1992,  p. 109.
- (DE) Bengt E.Thomassons, Fasti Africani.Senatorische undritterliche Amtsträger in den römischen Provinzen Nordafrikas von Augustus bis Diokletian, Stockholm, 1996,  pp. 117-118.
- AA.VV., a cura di Maria Gabriella Bertinelli Angeli, Angela Donati, Varia epigraphica: atti del colloquio internazionale di epigrafia, Bertinoro, 8-10 giugno 2000, Faenza, Fratelli Lega Editori, 2001,  pp. 115-116.
- AA.VV., a cura di Aristide Calderini, Epigraphica: rivista italiana di epigrafia, Volume 65, Faenza, Fratelli Lega Editori, 2003,  pp. 60-61.